# Lijst van burgemeesters van Pannerden
Dit is een lijst van burgemeesters van de voormalige Nederlandse gemeente Pannerden. Deze gemeente werd gevormd in 1818 en ging op 1 januari 1985 op in de gemeente Rijnwaarden.
| Ambtsperiode | Naam burgemeester                                           | Partij of stroming | Bijzonderheden                                                                 |
| ------------ | ----------------------------------------------------------- | ------------------ | ------------------------------------------------------------------------------ |
| 1818 - 1831  | Jan Robbers                                                 |                    | eerst schout                                                                   |
| 1832 - 1837  | Arnold Terwindt                                             |                    |                                                                                |
| 1837 - 1854  | Antoon Robbers                                              |                    | tevens van 1852 tot 1854 burgemeester van Herwen en Aerdt                      |
| 1854 - 1866  | Joannes Terwindt                                            |                    |                                                                                |
| 1866 - 1871  | Frederik Joseph Henri baron van Voorst tot Voorst           |                    | later burgemeester van Zevenaar                                                |
| 1871 - 1884  | G.L. Verwaaijen                                             |                    |                                                                                |
| 1884 - 1887  | L.J.A. Libourel                                             |                    | later burgemeester van Duiven                                                  |
| 1888 - 1892  | Martin (M.) de Ras                                          | Bahlmanniaan       |                                                                                |
| 1892 - 1904  | R.A. van den Bergh                                          |                    |                                                                                |
| 1904 - 1905  | W.H.C. van den Bergh                                        |                    |                                                                                |
| 1905 - 1928  | Jhr. Frans Lodewijk Marie (F.L.M.) van Nispen tot Pannerden |                    |                                                                                |
| 1928 - 1933  | J.W. Peek                                                   |                    | later burgemeester van Alkemade en Schiedam                                    |
| 1933 - 1937  | Jhr.dr. Otto Frans Antoine Hubert van Nispen tot Pannerden  | KVP                | later burgemeester van Hillegom, zoon van jhr. F.L.M. van Nispen tot Pannerden |
| 1937 - 1947  | Gellius (G.L.G.M.) Cremers                                  |                    | schoonzoon van jhr. F.L.M. van Pannerden                                       |
| 1947 - 1963  | Johannes (J.N.M.) Daalderop                                 |                    | waarnemend, tevens burgemeester van Herwen en Aerdt (1946-1971)                |
| 1963 - 1969  | Ad (A.J.E.) Havermans                                       | KVP                | later burgemeester van o.a. Den Haag                                           |
| 1969 - 1977  | Jan (J.B.S.) ter Veer                                       | KVP                | later burgemeester van Moergestel                                              |
| 1977 - 1983  | Harrie (H.W.M.) Lichtenberg                                 | KVP / CDA          | later burgemeester van Gendt                                                   |
| 1983 - 1984  | Toon (A.G.) Maas                                            | CDA                | waarnemend, bleef aansluitend waarnemend burgemeester van Rijnwaarden          |